# 3-й Смоленский переулок
3-й Смоле́нский переу́лок — небольшая улица в центре Москвы в районе Арбат между Смоленской площадью и 1-м Смоленским переулком.

## Происхождение названия
Переулок назван в XIX веке по Смоленской площади, к которой примыкает.

## Описание
3-й Смоленский переулок начинается на Садовом кольце от Смоленской площади и проходит на запад параллельно 2-му Смоленскому до 1-го Смоленского.

## Здания и сооружения
- Дом 4 — Теплоэнергетик.